# Stunner
Stunner este manevra finala folosita de către Stone Cold Steve Austin.Este clasificata dreapt cea mai periculoasa si mai puternica manevra din WWE cunoscuta vreodata